# Julius Sang
Julius Sang (Kapsabet, 19 september 1948 - Eldoret, 9 april 2004) was een Keniaanse atleet en olympisch kampioen.

## Loopbaan
In 1970 vonden de Gemenebestspelen in Edinburgh plaats. Sang won hier een gouden medaille op de 4 x 400 m estafette in een tijd van 3.03,63, tezamen met zijn teamgenoten Charles Asati, Hezahiah Nyamau en Robert Ouko.
Op de Olympische Spelen van München in 1972 behaalde Julius Sang een gouden medaille op de 4 x 400 m als lid van hetzelfde team als twee jaar eerder in Edinburgh, in een tijd van 2.59,8. Ook won hij een bronzen medaille op de 400 m.
Sang was getrouwd met hardloopster Tekla Chemabwai.

## Titels
- Olympisch kampioen 4 x 400 m - 1972
- Oost- en Centraal-Afrikaans kampioen 100 m - 1967
- Oost- en Centraal-Afrikaans kampioen 200 m - 1967, 1970, 1971
- Oost- en Centraal-Afrikaans kampioen 400 m - 1970, 1971
- Oost- en Centraal-Afrikaans kampioen verspringen - 1967

## Palmares

### 400 m
- 1972:  OS - 44,92 s

### 4 x 400 m
- 1970:  Gemenebestspelen - 3.03,63
- 1972:  OS - 2.59,8

1912: Sheppard, Lindberg, Meredith, Reidpath ·
1920: Griffiths, Lindsay, Ainsworth-Davis, Butler ·
1924: Cochran, Helffrich, MacDonald, Stevenson ·
1928: Baird, Alderman, Spencer, Barbuti ·
1932: Fuqua, Ablowich, Warner, Carr ·
1936: Wolff, Rampling, Roberts, Brown ·
1948: Harnden, Bourland, Cochran, Whitfield ·
1952: Wint, Laing, McKenley, Rhoden ·
1956: Jenkins, Jones, Mashburn, Courtney ·
1960: Yerman, Young, G. Davis, O. Davis ·
1964: Cassell, Larrabee, Williams, Carr ·
1968: Matthews, Freeman, James, Evans ·
1972: Asati, Nyamau, Ouko, Sang ·
1976: Frazier, Brown, Newhouse, Parks ·
1980: Valiulis, Linge, Tsjernetski, Markin ·
1984: Nix, Armstead, Babers, McKay ·
1988: Everett, Lewis, Robinzine, Reynolds ·
1992: Valmon, Watts, Johnson, Lewis ·
1996: Harrison, Smith, Mills, Maybank ·
2000: Bada, Chukwu, Monye, Udo-Obong  ·
2004: Harris, Brew, Wariner, Williamson ·
2008: Merritt, Taylor, Neville, Wariner ·
2012: Brown, Pinder, Mathieu, Miller ·
2016: Hall, McQuay, Roberts, Merritt ·
2020: Cherry, Norman, Deadmon, Benjamin ·
2024: Bailey, Norwood, Deadmon, Benjamin